# 安部真弘
安部真弘（日语：／ Anbe Masahiro，1983年5月4日—），日本漫畫家。出身、居住於神奈川縣。男性。作品有在《週刊少年Champion》（秋田書店）連載的《侵略！花枝娘》。在網路上，他的HN是「檸檬」。

## 來歷
根據安部在其網站的日記表示，他在閱讀八木澤景一的《機器人公主》後開始翻閱《Champion》，甚至擔任過八木澤的助手。大約在那個時候，他也開始投稿到《Champion》，並多次獲得每月的「每月新鮮漫畫獎」。
之後，2004年8月，他以《愛的鍋、壺》首次亮相，該作品出現在《週刊少年Champion》的《元祖！抓狂一族 角色增刊》中。
2006年，憑《惡魔羽毛》獲得第66屆《週刊少年Champion》新人漫畫獎鼓勵獎。然而，其中一位評委米原秀幸批評了這部作品，他說「繪畫是專業水準的。故事只能被視為對漫畫的嘲笑」。其他評審也稱讚了安部的繪畫技巧，但認為除了繪畫技巧之外的一切都很糟糕。
2007年，《侵略！花枝娘》開始在《週刊少年Champion》連載。最初計劃是一個短期集中連載，但很快就大受歡成為正式連載，並於2010年被製作成動畫。《花枝娘》成為安部的突破性作品，但安部本身對花枝過敏，說吃它的時候，嘴唇會腫起來，感覺到噁心。由於過敏，他不能吃蝦、螃蟹、章魚、貝類等。尤其螃蟹，醫生說「吃了的話會死」。
「我更喜歡看大海，而不是走進大海」。

## 作品列表

### 漫畫作品

#### 連載
- 侵略！花枝娘（《週刊少年Champion》2007年—2016年）[6]
- 集合！不可思議研究社（《週刊少年Champion》2016年[7]—2024年[8]）
- 惡魔小女警（《週刊Young Magazine》2025年10號[9]—連載中）

#### 短篇
- 愛的鍋、壺（《元祖！抓狂一族 角色增刊》2004年9月25日號）—出道作品。
- 侵略！花枝娘 in Winter（《元祖！抓狂一族冬季增刊》2008年1月30日號〈2007年〉）—收錄於《侵略！花枝娘》第3冊。
- 小口尺寸！花枝娘（《元祖！抓狂一族GW增刊》2008年6月10日號）—收錄於《侵略！花枝娘》第2冊。
- 為美好的水藝獻上喝采！（《月刊Dragon Age》2016年7月號 特別短篇企劃「Konosuba！選集劇場」）—《為美好的世界獻上祝福！》選集貢獻作品。收錄於《為美好的世界獻上祝福！ 漫畫選集》。
- 《笨拙之極的上野》選集貢獻作品（《笨拙之極的上野》第6冊限定版附錄官方小冊子，2019年）[10]
- （《週刊少年Magazine》2025年20號）—為《容易對付的惡魔大人》貢獻的1頁漫畫[11]。

### 書籍
- 《侵略！花枝娘》秋田書店〈少年Champion Comics〉2008年—2016年[12]，全22冊
- 《集合！不可思議研究社》秋田書店〈少年Champion Comics〉2017年[13]—2024年，全20冊

## 相關人物
- 八木澤景一（日语：やぎさわ景一）—助理歷。
- 佐渡川準—助理歷[14]。

## 外部連結
- 安部真弘的X（前Twitter） （日語）